# Jig

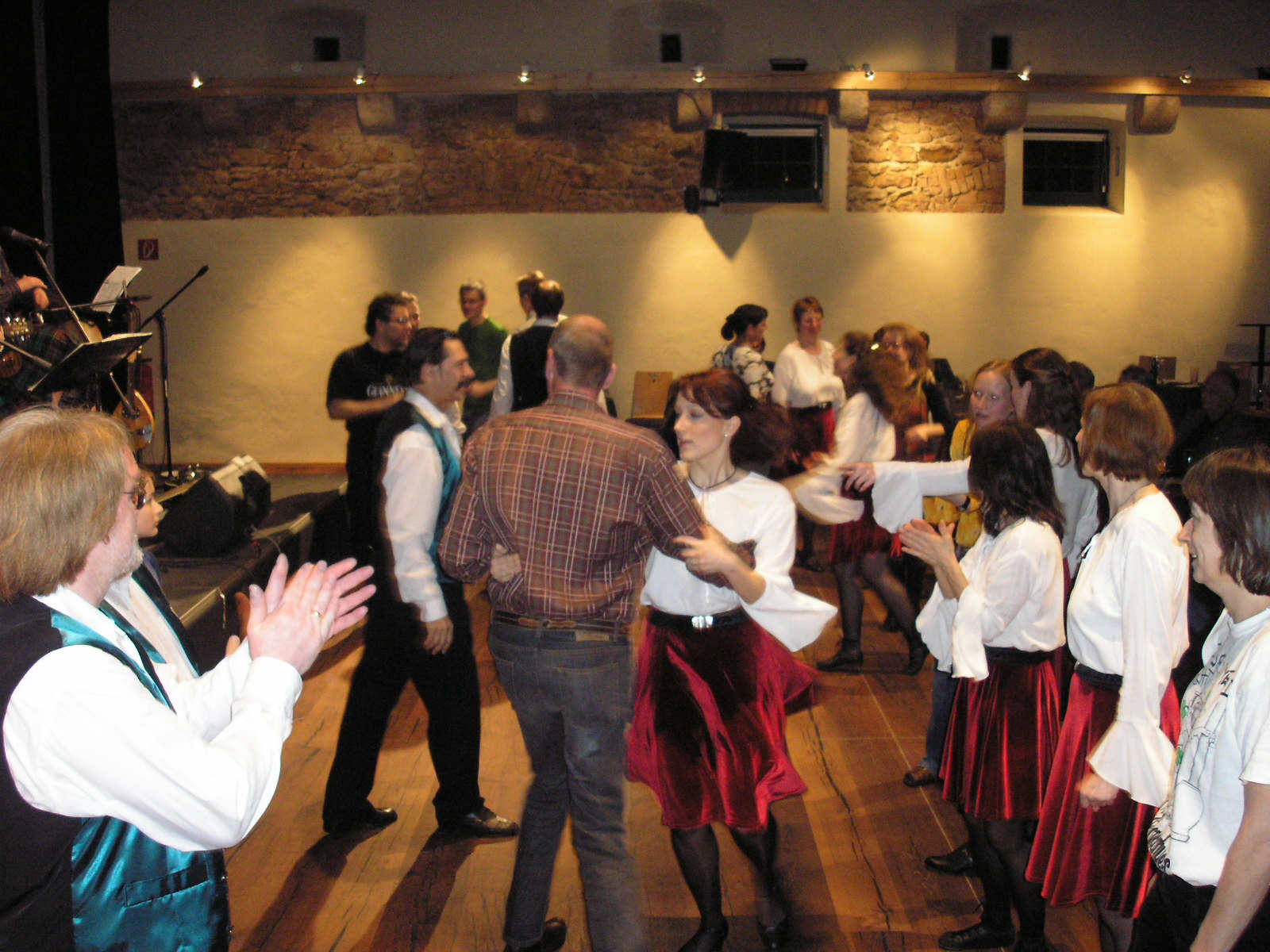
Haymakers' Jig i Irland

Jig är en gammal folkdans av engelskt ursprung, vanligen i 6/8- eller 9/8-takt med snabbt, virtuost fotarbete, men med överkropp och armar passiva. Dansen har rötter som sträcker sig tillbaks till 1500-talet och förekommer på de brittiska öarna. Den spred sig även till Frankrike där den gav upphov till gigue.

## Jigsteg
Steg 1: Sailor step (sjömans-steg) 

Stå på vänster fot, håll höger framför med tåspetsen i golvet.

1. Rulla ned höger fot från tå till häl, och rulla samtidigt upp vänster fot från häl till tå. 

2-4. Upprepa med vänster, höger, vänster.

5. Gör likadant med höger ben, men lyft vänster ben till ankeln.

6. Sparka ut vänster ben till sidan och upprepa med andra benet, vänster ben sätts framför. (Det ben som sparkar ut sätts alltid framför)